# Скорик Мирослав Михайлович

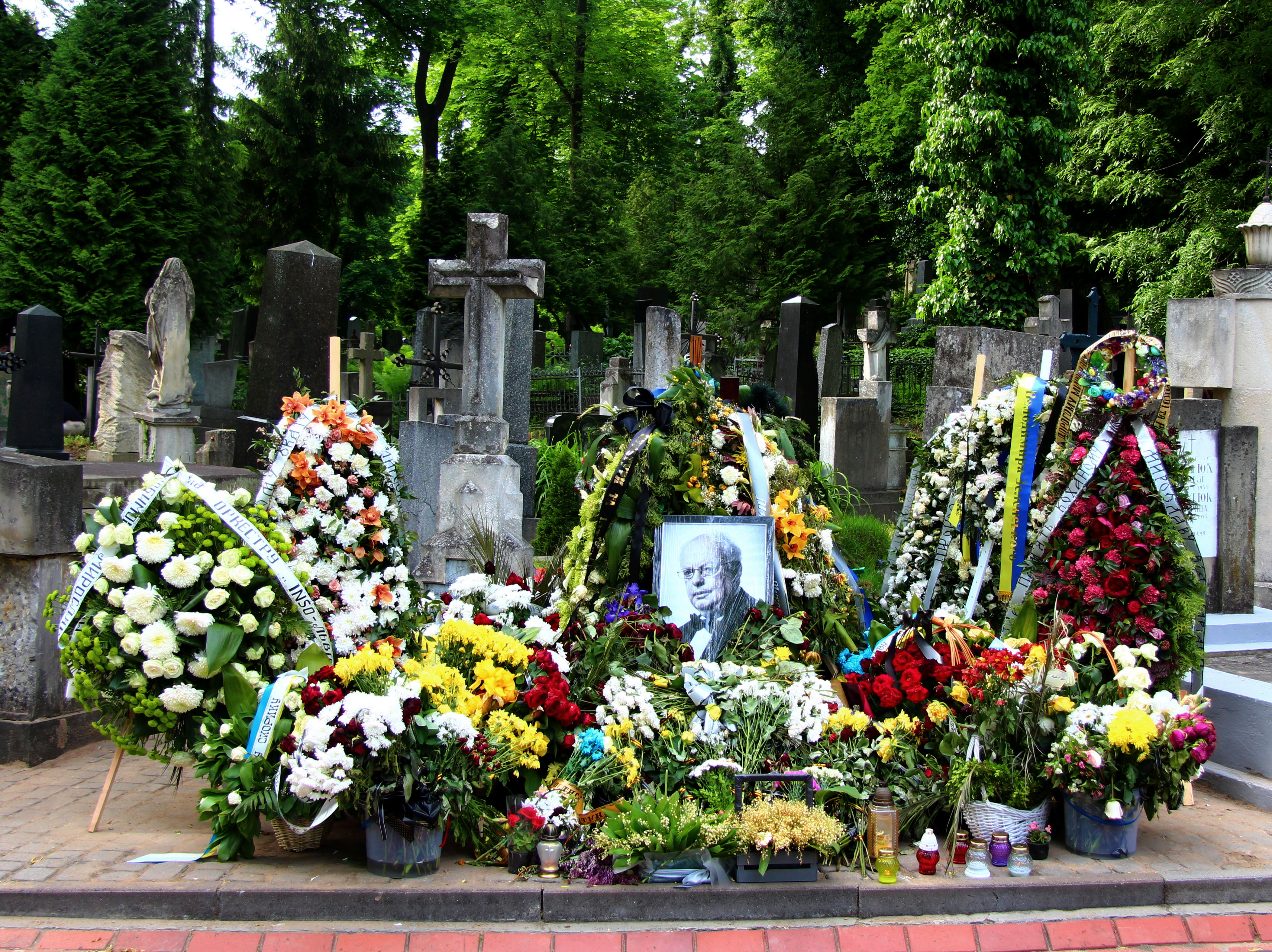
Могила Мирослава Скорика відразу після похорону

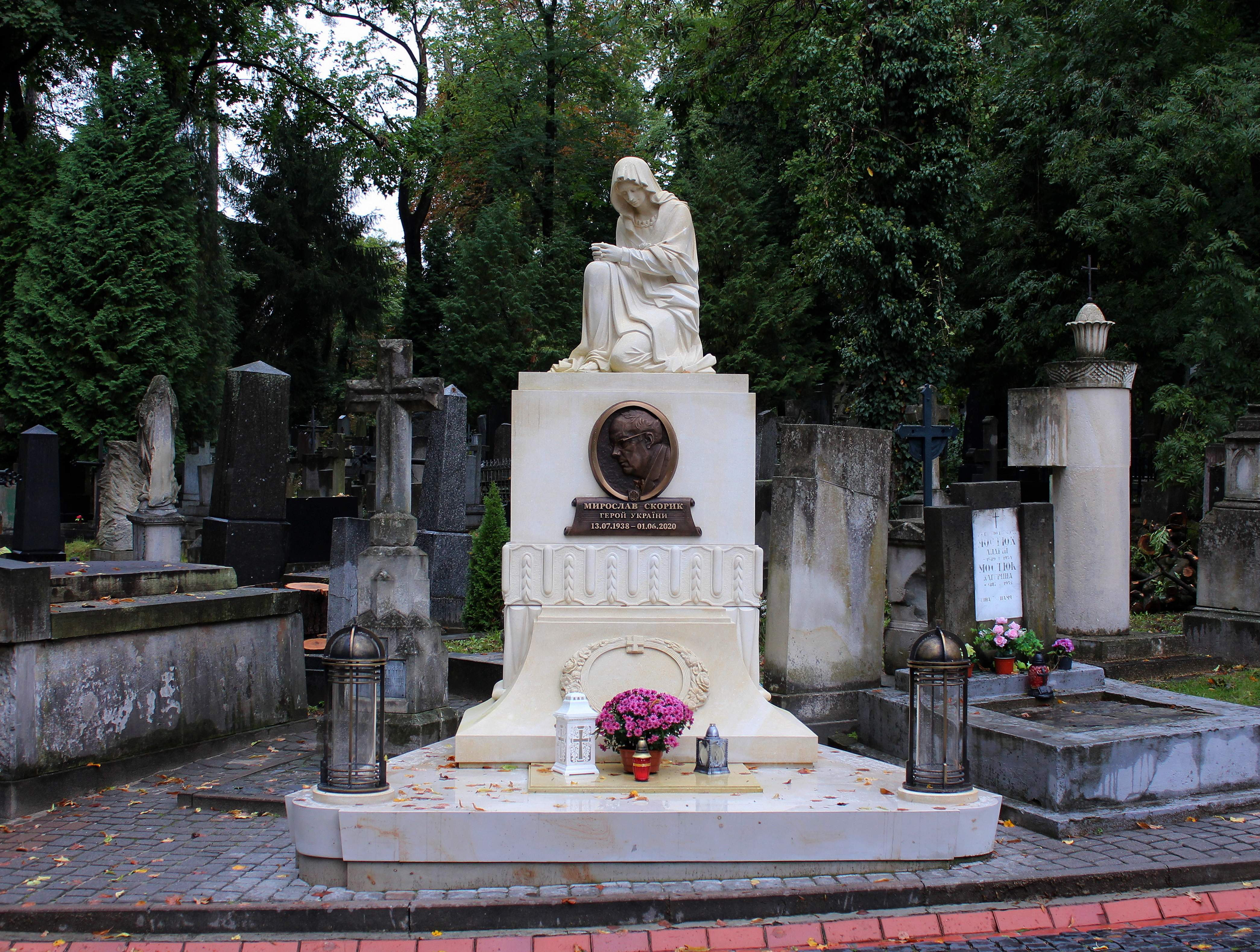
Пам'ятник на могилі Мирослава Скорика

Миросла́в Миха́йлович Ско́рик (13 липня 1938, Львів, Львівське воєводство, Польська республіка — 1 червня 2020, Київ, Україна) — видатний український композитор і музикознавець, Герой України (2008), народний артист України (1988), заслужений діяч мистецтв УРСР (1969), лауреат Національної премії України імені Тараса Шевченка та Республіканської премії імені Миколи Островського (1968), кандидат мистецтвознавства, співголова Спілки композиторів України (2006—2010), художній керівник Київської опери (2011—2016), Національна легенда України (2021, посмертно). Внучатий небіж Соломії Крушельницької.

## Життєпис
Народився 13 липня 1938 року в родині українських інтелігентів у Львові. Мати Мирослава Михайловича походила з родини Охримовичів. Дідусь Скорика, Володимир Охримович, був відомим українським фольклористом, громадським та політичним діячем. Марія-Соломія Охримович-Скорик одержала освіту у Відні. Бабуся Олена Крушельницька-Охримович була рідною сестрою Соломії Крушельницької. Батько також навчався у Віденському університеті (філософський факультет). Перше знайомство з музикою Мирослав отримав у сім'ї — батьки, хоч і не були професійними музикантами, музикували в родинному колі, батько грав на скрипці, мати — на фортепіано.
Батько композитора — Михайло Скорик, історик, етнограф, був працівником Львівського відділення Академії наук УРСР, володів грою на скрипці, знав і виконував різноманітні карпатські мелодії, пісні
й танці.
З окупацією Західної України 1939 року СРСР сім'я Скориків, як і багато інших українських інтелігентних сімей, зазнала втрат. У роки війни старший брат Мирослава Скорика брав участь у Другій світовій війні в рядах дивізії Ваффен СС «Галичина», по завершенні війни йому вдалося емігрувати до Австралії.
До систематичних занять музикою Мирослава заохотила Соломія Крушельницька, сестра його бабусі. Якось в гостях у великої співачки 5-річний хлопчик зазначив, що її фортепіано «фальшивить» — він не знав, що для вокалістів інструмент налаштовують на півтону нижче. Крушельницька здогадалася, що у небожа абсолютний слух, і порадила його бабусі віддати хлопця вчитися музики. За її порадою, він починає вчитися у Львівській музичній школі-десятирічці (яка виникла з ініціативи Василя Барвінського при Львівській консерваторії). Найбільше Мирославу Михайловичу врізалися в пам'ять заняття з хору і сольфеджіо у класі Григорія Терлецького, який заохотив хлопця до компонування. Разом зі Скориком в ці роки навчались: Тамара Назарко-Коноварт, Ліда Крих, Дарія Криворучко, в майбутньому відомий хормейстер Борис Кокотайло, Оксана Панасюк та інші.
У 1948 р., з посиленням репресій родину Скориків репресували та вислали в Сибір (до Анжеро-Судженська Кемеровської області). Хтось зробив на них донос через те, що вони випускали антирадянські листівки. На засланні Мирослав продовжує свою освіту. Вчиться грати на фортепіано в учениці С.Рахманінова Валентини Канторової, навіть їздить на різні конкурси. Опановує також гру на скрипці під керівництвом батька своєї однокласниці Володимира Панасюка.
Лише після смерті Й. Сталіна 1953 року репресії послабились. Мирославу дозволили повернутися до Львова з «чистим паспортом» (що давало право проживання в будь-якому з міст СРСР). Батькам композитора вдалося одержати такий дозвіл через два роки, але без права проживання у Львові. Переїхавши до Львова, Мирослав оселився в сестри батька Ярослави Біганської, яка допомогла знайти репетиторів для підготовки до вступу в Консерваторію. У ті часи відбулося знайомство зі Всеволодом Задерацьким.
У 1955—1960 роках навчався у Львівській державній консерваторії ім. М. В. Лисенка під керівництвом професорів Станіслава Людкевича (теорія музики), Романа Сімовича та Адама Солтиса (композиція). В цей період Мирослав Скорик проявив творчу активність. Був постійним учасником засідань Студентського Наукового Товариства. Грав у студентському оркестрі, 1963 року організував ВІА «Веселі скрипки», для якого писав естрадні пісні. Його дипломною роботою стала кантата «Весна» на слова Івана Франка. По завершенні навчання у консерваторії стажувався в аспірантурі при Московській консерваторії у класі Дмитра Кабалевського, завершивши навчання 1964 року з дисертаційним дослідженням на тему «Особливості ладу музики С. Прокоф'єва» і отримавши науковий ступінь кандидата мистецтвознавства.
В 1964 р. створює музику до кінострічки Сергія Параджанова «Тіні забутих предків» Кінострічка стає відомою і автор музики — також.
У 1963—1966 роках викладав композицію у Львівській консерваторії, а з 1966 р. до кінця 1980-х років викладав композицію у Київській консерваторії. Одним з перших його випускників був Є. Станкович (1968), серед аспірантів — І. Карабиць та А. Гаврилець. Тривалий час працював у США, з 1996 — в Австралії. В кінці 1990-х повернувся в Україну. З 1999 — завідувач кафедри історії української музики в НМАУ. Паралельно викладав у Львівській консерваторії. Серед випускників М. Скорика — М. Швед.
У 1989 — голова журі фестивалю «Червона рута». З 2002 — художній керівник фестивалю «Київ Музик Фест». Упродовж 2006—2010 років — співголова Національної спілки композиторів України. У квітні 2011 року призначений художнім керівником Київської опери, на цій посаді працював до 2016 року.
Помер 1 червня 2020 року у Києві. 3 червня у столичному патріаршому соборі Воскресіння Христового УГКЦ відбулося прощання з видатним композитором. 4 червня 2020 року в Архикатедральному соборі Святого Юра у Львові також відбулося прощання. Похований 5 червня 2020 року на Личаківському цвинтарі (поле № 13) у Львові.

## Нагороди
- Звання Герой України з врученням ордена Держави (20 серпня 2008) — за визначні особисті заслуги перед Українською державою у розвитку національного музичного мистецтва, багаторічну плідну композиторську, педагогічну і громадську діяльність[14]
- Орден «За заслуги» I ст. (8 лютого 2010) — за вагомий особистий внесок у соціально-економічний та культурний розвиток України, високий професіоналізм та багаторічну сумлінну працю[15]
- Орден «За заслуги» II ст. (27 серпня 2006) — за вагомий особистий внесок в увічнення пам'яті Івана Франка[16]
- Орден «За заслуги» III ст. (5 жовтня 1998) — за значний особистий внесок у розвиток українського музичного мистецтва, багаторічну творчу і педагогічну діяльність[17]
- Відзнака Президента України — ювілейна медаль «20 років незалежності України» (19 серпня 2011) — за значний особистий внесок у соціально-економічний, науково-технічний та культурно-освітній розвиток Української держави, вагомі трудові здобутки та багаторічну сумлінну працю[18]
- Відзнака Президента України «Національна легенда України» (20 серпня 2021, посмертно) — за визначні особисті заслуги у становленні незалежної України і зміцненні її державності, вагомий внесок у розвиток національного мистецтва, спорту, багаторічну плідну професійну діяльність[19]
- Орден «Знак Пошани» (СРСР, 1971)
- Заслужений діяч мистецтв УРСР (1969).
- Народний артист УРСР (1988).
- Державна Премія УРСР імені Тараса Шевченка (1987)
- Лауреат Республіканської премії ЛКСМУ ім. М. Островського (1968).

## Творчість
Твори Мирослава Скорика регулярно виконують в Україні, інших пострадянських країнах, а також у Німеччині, Франції, Австрії, Нідерландах, Болгарії, Чехії, Словаччині, Польщі, Великій Британії, США, Канаді, Австралії. Композитор часто виступав як диригент і піаніст із виконанням власних творів.
У стилістиці продовжував традиції львівської композиторської школи, органічно пов'язаної з різноманітними первинними жанрами; дав модерну авторську візію українського, зокрема карпатського, фольклору і львівського міського та салонного музикування, а також сучасної популярної музики, насамперед джазу. В творчості композитора можна виділити декілька періодів: ранній (1955—1964); неофольклорний (1965—1972); неокласичний (1973—1978); неоромантичний (1983—1983); полістилістичний (1986—1998); постмодерний. Багато років Мирослав Скорик співпрацював з Симфонічним оркестром Держтелерадіо України під керівництвом Вадима Гнєдаша та Володимира Сіренка.

## Музичні твори
Музичнотеатральні твори
- «Каменярі» (балет, за І. Франком, 1967)
- «0:0 на нашу користь» (музична комедія, лібр. Віккерса та О. Каневського, 1969)
- «Мойсей» (опера, лібрето Б. Стельмаха за І. Франком, 2001)
- «Повернення Баттерфляй» (балет, Скорик-Пуччіні, 2006)

Вокально-симфонічні твори
- кантати для хору і симфонічного оркестру:
  - «Весна» — кантата для солістів, хору та симфонічного оркестру на вірші І. Франка (1960),
  - «Людина» — кантата для солістів, хору та симфонічного оркестру на вірші Е. Межелайтіса (1964),
  - поема-кантата «Гамалія» (сл. Т. Шевченка, 2003)
- «Три українські весільні пісні» для голосу та симфонічного оркестру (нар. слова, 1974)

Симфонічні твори
- симфонічні поеми — ** «Вальс» (1960),
  - «Сильніше смерті» (симфонічна поема, 1963),
  - «1933» (1993),
  - «Спогад про Батьківщину» (1994)
- «Гуцульський триптих» (сюїта для симфонічного оркестру, 1965)
- концерт для великого симфонічного оркестру «Карпатський» (1972)
- «Партита № 4» для симфонічного оркестру (1974)
- «24 каприси Паганіні»

Концерти для інструментів соло з оркестром
- 3 для фортепіано з оркестром — № 1 («Юнацький», 1977), № 2 (1982), № 3 (1995)
- 9 для скрипки з оркестром — № 1 (1969), № 2 (1990), № 3 (2001), № 4 (2002), № 5 (2004), № 6 (2009), № 7 (2011), № 8 «Allusion to Chopin» (2011), № 9 (2014)
- «Мелодія» для скрипки з оркестром
- Концерт для віолончелі з оркестром (1983)

Для камерного оркестру
- «Сюїта» (1961)
- Партита № 1 для струнного оркестру (1966), № 2 для камерного оркестру (1970), № 3 для струнного оркестру (1974)
- «Три фантазії на лютневі теми XVI ст.» з «Львівської табулатури»
- Диптих (1993)

Камерно-інструментальні твори
- «Партита № 5» для фортепіано (1975);
- Партита № 6 для струнного квартету
- Партита № 7 для квінтету духових
- «Речитатив і рондо» для скрипки, віолончелі та фортепіано (1969);
- сонати для скрипки і фортепіано — № 1 (1963), № 2 (1993)
- соната для віолончелі і фортепіано «A-RI-A» (1994);
- «Карпатська рапсодія» для скрипки та фортепіано (2004)
- «Диптих» для струнного квартету

Фортепіанні твори
- Три танці для 2-х фортепіано (1995)
- Цикл п'єс «В Карпатах» (1959) — ** «Рондо» (1962):
  - «Варіації» (1962)
  - «Бурлеска» (1964)
  - «Коломийка» (1962)
  - «Блюз» (1964)
- «З дитячого альбому» цикл п'єс («Простенька мелодія», «Народний танець», «Естрадна п'єса», «Лірник», «Жартівлива п'єса» (1965)
- Токата (1979)
- 6 прелюдій і фуг (1987—1988)

Вокальні твори
- Романси на сл. Шевченка (1962):
  - «Якби мені черевики»
  - «Зацвіла в долині»
  - «За сонцем хмаронька пливе»
  - «Ой сяду я під хатою»
- Духовний концерт «Реквієм» (в першій редакції «Заупокійна», канонічні тексти, 1999)
- 3 псалми (2003)
- Літургія святого Йоана Золотоустого (2005)

Інше
- солоспіви на слова Т. Шевченка
- численні естрадні пісні

## Музика до фільмів
Музика до драматичних спектаклів та понад 40 фільмів, зокрема:
- 1964 — Тіні забутих предків
- 1967 — Як козаки куліш варили
- 1967 — Ця тверда земля
- 1971 — Жива вода
- 1972 — За твою долю
- 1974 — Гуси-лебеді летять
- 1974 — Особисте життя
- 1979 — Гришкові книжки (мультфільм)
- 1981 — Високий перевал (Мелодія ля-мінор)
- 1991 — Нам дзвони не грали, коли ми вмирали (реж. М. Федюка)
- 1994 — Царівна (серіал)
- 2007 — Лис Микита
- 2019 — Тарас. Повернення

## Теоретичні праці Мирослава Скорика
- Прокофьев и Шенберг // Советская музыка, 1962, № 1.
- Ладова система С.Прокоф'єва. — К.: музична Україна, 1969.-99 с.
- Майбутнє нашої музики. З доповіді заступника голови правління Спілки композиторів України на пленумі правління Спілки. — Музика. 1971, № 1.-С. 8-9.
- Музыкальное творчество и критика (Выступление на V пленуме правлення Союза композиторов СССР) // За действенную музыкальную критику. Сб. статей и выступлений / Сост. Г. Друбачевская. -М.: Сов. комп., 1974.-С. 77-78.
- О прогрессивном и догматическом новаторстве. — Советская музыка, 1971, № 8. -С. 17-23. Особенности лада музыки С. Прокофьева// Проблемы лада. Сб. статей / Сост. К.Южак. -М.: Музыка, 1972.-С. 226—238.
- Про природу і спрямованість новаторського пошуку в сучасній музиці // Сучасна музика. Вип 1. — К.: музичн Україна, 1973.-С. 3-24. (Співавтор- В.Задерацький).
- Слово про композитора [І.Соневицького] // Соневицький і. Солоспіви: Для голосу і фп. -К.: музичн Україна, 1993. — С. 5 — 6.
- Структура і виражальна природа акордики в музиці XX ст. — К.: музична Україна, 1983. −160 с.

## Сім'я
Перша дружина — Лариса Скорик.
Друга Дружина — Адріана.

## Захоплення
Мирослав Скорик захоплювався спортом. Під час навчання в консерваторії здобув спортивні розряди з легкої атлетики, настільного тенісу, бадмінтону, шахів. Цікавився туризмом на байдарках, автомобілями..

## Вшанування пам'яті
- Відразу після смерті Мирослава Скорика в Україні, на регіональному та національному рівнях, почали вшановувати пам'ять композитора. 29 вересня 2020 Львівська обласна рада проголосувала за надання імені Мирослава Скорика комунальному закладу «Львівська національна філармонія»[22].
- У червні 2021 у Національній музичній академії України імені Петра Чайковського, біля аудиторії № 42, відкрито меморіальну дошку на честь митця[23]. Тоді ж на Личаківському цвинтарі у Львові відбулося урочисте відкриття пам'ятника на могилі Мирослава Скорика. Замовником робіт із виготовлення пам'ятника (вартість 1,1 млн грн) виступила Львівська ОДА[24]. Також у червні 2021 «Львівська національна філармонія імені Мирослава Скорика» започаткувала «Всеукраїнський композиторський конкурс імені Мирослава Скорика», який проводитиметься раз на два роки і спрямований на підтримку і промоцію «симфонічної творчості нової генерації молодих українських композиторів, збереження та розвиток традицій національної композиторської школи»[25]. Для переможців передбачено три премії — 45, 35 та 20 тис. грн.
- 20 серпня 2021 року, Мирослава Скорика посмертно нагороджено відзнакою Президента України «Національна легенда України» «за визначні особисті заслуги у становленні незалежної України і зміцненні її державності, вагомий внесок у розвиток національного мистецтва, спорту, багаторічну плідну професійну діяльність»[26]
- 24 вересня 2021 року Верховна Рада ухвалила запровадження Державної премії України імені Мирослава Скорика за вагомий внесок у розвиток музичного мистецтва України та впровадження новітніх непересічних практик у композиторській, виконавській, музикознавчій діяльності.[27][28]
- У червні 2021 року, Дніпропетровська обласна рада надала Кам'янському фаховому музичному коледжу ім'я Мирослава Скорика.[29] У листопаді 2021 року відбулись урочистості з надання імені коледжу за участі дружини композитора Адріани Скорик та на фасаді закладу відкрито меморіальну дошку Мирославу Скорику.[30] Звернення до Дніпропетровської обласної ради про надання коледжу імені М.Скорика підписали видатні діячі культури України — А. Роговцева, Л. Хоролець, Є. Нищук, О. Кужельний, Р.Балаян, Л.Руснак, Ю. Макаров, С. Тримбач, К. Степанкова, А. Сеітаблаєв та інші.
- У квітні 2022 року було перейменовано вулицю Єсеніна у місті Мукачево на честь Мирослава Скорика.
- Рішенням виконавчого комітету Львівської міської ради від 29 вересня 2022 року частину вулиці Чайковського у місті Львові від проспекту Шевченка до вул. Стефаника перейменували на пошану Мирослава Скорика[31].
- 26 липня 2024 року вулицю Дунаєвського в Миколаєві перейменовано на вулицю Мирослава Скорика[32].

## Мирослав Скорик у мистецтві

### Живопис
- Володимир Слєпченко. «Мирослав Скорик». Із серії «Обрані часом».

### Кіно
- «Десять нот, що змінили Україну». Документальний фільм. Режисер: Олег Карнасюк. Авторка сценарію: Люба Морозова. Текст читає Ярослав Лодигін. У фільмі використані композиції Мирослава Скорика. 2020 р.